# Peacefrog Records
Peacefrog Records ist ein in London ansässiges englisches Independent-Label, welches 1991 von Pete Hutchison und Paul Ballard gegründet wurde.
Hutchinson betreibt das Label heute allein. Die musikalischen Schwerpunkte liegen in den Bereichen Singer-Songwriter und Electronica. Zu den Musikern auf Peacefrog zählen u. a. Luke Slater, DBX (Daniel Bell), Neil Landstrumm, John Beltran, Theo Parrish, Kenny Larkin, Nouvelle Vague, Readymade FC, José González, Aril Brikha, The Beauty Room.